# KF 트렙차'89
KF 트렙차'89(알바니아어: KF Trepça’89)는 코소브스카미트로비차를 연고로 하는 코소보의 축구 클럽이다. 현재는 코소보 슈퍼리그에 참가하고 있다.

## 성적
- 코소보 슈퍼리그 우승 1회 (2016-17), 준우승 5회 (2001-02, 2004-05, 2011-12, 2012-13, 2013-14)
- 코소보 컵 우승 1회 (2011-12), 준우승 2회 (2007-08, 2014-15)

## 선수 명단

### 현역
- 사미르 사히티(2006 ~ 2009, 2021 ~ )